# Kisstadion
Kisstadion – sportowy stadion znajdujący się w stolicy Węgier, Budapeszcie. Na stadionie odbywają się m.in. mecze hokeja, a także inne wydarzenia sportowe.

## Historia
Stadion otwarto w 1961 r. Już po otwarciu na stadionie odbywało się wiele krajowych i zagranicznych imprez sportowych, m.in. Mistrzostwa Świata w Łyżwiarstwie Figurowym w 1963 oraz Mistrzostwa Kobiet w Koszykówce w 1964.
W 1988 założono nowe reflektory na stadionie, co umożliwiło telewizyjne transmisje z wydarzeń rozgrywanych na obiekcie. W związku z tym wydarzeniem na stadionie powstało siedem pokojów dla reporterów radiowych i telewizyjnych oraz dziennikarzy.

## Wady stadionu
Jedną z największych wad stadionu jest to, że nie jest on zadaszony, dlatego liczebność imprez sportowych w sezonie od października do marca jest ograniczona; w tym czasie stadion jest także bardziej narażony na efekty pogodowe. W kolejnych latach pojawiały się pomysły, aby rozwiązać ten problem; ale nigdy on nie został zrealizowany z powodu problemów finansowych. Poza tym, w przeciwieństwie do innych budapeszteńskich aren, Kisstadion posiada szeroki rozstaw (90 metrów); co sprawia, że znalezienie odpowiedniego rozwiązania jest bardziej skomplikowane i droższe.
W 2009 r. planowano rozbiórkę stadionu i utworzenie w jego miejscu nowego lodowiska, ale Federacja Hokeja na Lodzie nie mogła zrealizować celu. Wreszcie w 2010 r. nastąpił gruntowny remont obiektu i wreszcie nastąpi jego zadaszenie.

## Wybrane wydarzenia
- Mistrzostwa Świata w Podnoszeniu Ciężarów 1962
- Mistrzostwa Europy w Łyżwiarstwie Figurowym 1963
- Mistrzostwa Europy Kobiet w Koszykówce 1964
- Klasyczne Zimowe Mistrzostwa w Hokeju na Lodzie
- Pokaz Holiday on Ice
- Pokaz Harlem Grobetrotters
- Koncert Iron Maiden
- Koncert Stinga
- Koncert Joan Baez
- Koncert Deep Purple
- Koncert Emerson, Lake and Palmer
- Koncert Black Sabbath
- Koncert Joe Cockera